# William Seabrook
William Buehler Seabrook (22 de febrero de 1884 - 20 de septiembre de 1945) fue un estadounidense ocultista, explorador, viajero y periodista, nació en Westminster, Maryland. Su padre era sacerdote protestante y en su árbol familiar se puede rastrear hasta llegar a un Buehler, amigo del célebre Wesley, que fue obispo de Gales en el siglo XVIII. Es posible que esta infancia marcada por un padre religioso y ausente, debido a sus obligaciones sacerdotales, provocara en el futuro viajero tanto su atracción por el misticismo y lo sobrenatural como su inclinación hacia los aspectos más oscuros. Sea como fuere, Seabrook recibió una excelente educación tanto en su patria como en Europa, donde estudió metafísica y filosofía en la Universidad de Ginebra en Suiza.

## Trayectoria
Comenzó su carrera como reportero y editor de ciudad en el Augusta Chronicle en Georgia. Más tarde fue nombrado socio en una agencia de publicidad en Atlanta. Allí contrajo matrimonio con Catherine Pauline Edmondson, la hija de un ejecutivo de Coca-Cola. Así, Seabrook se convirtió en un brillante hombre de negocios que alternaba con la alta sociedad, jugaba al golf y tomaba copas con otros miembros del Rotary Club local.
En 1915 se incorporó como enfermero en el ejército francés y sirvió en la Primera Guerra Mundial tuvo una actuación destacada en Verdún en 1916, donde sufriría los efectos perniciosos del gas mostaza y se le concedió más tarde la Croix de Guerre.
Terminada la guerra, Seabrook regresó a Estados Unidos decidido a cambiar de vida. Abandonó Atlanta para instalarse en Nueva York en 1916, donde tomó el puesto de reportero de The New York Times, y pronto se convirtió en un itinerante. Además de algunos libros, Seabrook había publicado artículos en revistas populares como Cosmopolitan, Reader's Digest y Vanity Fair.
Tras varios intentos iniciales no tardó en llamar la atención de uno de los grandes «popes» de la cultura americana, el mítico H. L. Mencken, fundador de pulps como Black Mask (que descubrió a Dashiell Hammett) y editor también de la elegante revista The Smart Set, en la que publicaban autores como Francis Scott Fitzgerald o Dorothy Parker y en la que pronto empezarían a aparecer relatos y artículos de Seabrook.

## Canibalismo
Tras su estancia en Haití, Seabrook recibió nada menos que 15.000 dólares como adelanto por su nuevo libro, La isla mágica, que se convirtió automáticamente en un best seller y que todavía hoy es un clásico en su género. Pero el viajero del Más Allá seguía buscando lo prohibido, movido por una inquietud interior que le obligaba a huir continuamente de sí mismo y de la civilización. En una entrevista con el escritor y también viajero francés Paul Morand surgió el tema del canibalismo. Morand le recomendó que viajara a Costa de Marfil, lugar en el que sin duda podría probar la carne humana y asistir a ritos mágicos que incluían sacrificios humanos.
Seabrook se embarcó en ese viaje a África Occidental, viviendo con una tribu conocida como los Guere. Cuando estuvo ahí le preguntó al jefe acerca del sabor de la carne humana, pero el jefe no pudo describir adecuadamente según esperaba Seabrook, lo que llevó más tarde, a que Seabrook tenga la oportunidad de probarla por sí mismo, tomando una porción de estofado con arroz así como un «considerable filete de cadera, también un asado de lomo pequeño cocido o listo para preparar», tal como él quería. La fuente, según dijo Seabrook, era un hombre recientemente asesinado, pero que no fue asesinado por él.
Además, informó que:

«Sabía bien, como si fuese de un desarrollado ternero, no tan joven, pero no todavía como un filete de res. Fue definitivamente como eso, y no fue como otra carne que no había probado nunca. Un carne muy cerca de ser una buena ternera, que considero que ninguna persona con un paladar de sensibilidad común y corriente podría distinguirla de aquella. Era suave, buena carne sin otro sabor definido o muy característico, como por ejemplo, lo tienen la cabra o el cerdo en alto grado. En el estofado la carne fue ligeramente más dura que aquella de ternera, un poco fibrosa, pero no demasiado dura o fibrosa para que sea agradablemente comestible. El asado, del que corté y comí una rebanada central, estuvo tierno, en color, textura, olor y sabor, fortaleciendo mi certeza de que de todas las carnes que habitualmente conocemos, es la carne de vacuno la que esta carne con la que es exactamente comparable.»

## Últimos años
Alrededor de 1920, el ocultista inglés Aleister Crowley pasó una semana en la granja de Seabrook. De este hecho escribió una historia basada en la experiencia, y para rememorar algunos experimentos en ‘’Witchcraft: Its Power in the World Today’’ (Brujería: Su Poder en el Mundo de Hoy).
En 1924, viajó a Arabia y mostró la hospitalidad de las diversas tribus de beduinos y de kurdos yazidies. El relato de sus viajes, se tituló ‘’’ Adventures in Arabia: among the Bedouins, Druses, Whirling Dervishes and Yezidee Devil Worshipers’’’ (Aventuras en Arabia: Entre los beduinos, drusos, derviches y los Adoradores del Diablo Yezidee). En la primera parte del libro cuenta su encuentro con Mithqal al-Fayez, en cuya tribu vivió durante varios meses. Cuando hablaron de religión, le confesó que no creía en la Santísima Trinidad, sino en la unidad de Dios, que habría enviado a sus profetas a los hombres, incluido Mahoma. Ante esto, Mithqal le preguntó si querría entrar en el islam, a lo cual accedió.
El libro, publicado en 1927 fue lo suficientemente exitoso para que le permitiera viajar a Haití, donde desarrolló un interés en el vudú, el Culto de los muertos, y el concepto de zombi, que se describen con detalle en su libro ‘’’The Magic Island’’’ (La Isla Mágica).
Aunque Seabrook tuvo una fascinación con las prácticas ocultas del satanismo y el vudú, al ver de primera mano, tanto en los países del tercer mundo (documentado en sus libros ‘’’The Magic Island’’’ de 1929, y ‘’’Jungle Ways’’ de 1930), así como de aquellas en Londres, París y Nueva York, llegó a la conclusión de que no había visto nada que no tuviera explicación racional científica, una teoría que se detalla en Witchcraft: Its Power in the World Today de 1940.
En diciembre de 1933, Seabrook se comprometió, a petición propia y con ayuda de algunos de sus amigos a Bloomingdale, una institución mental en el condado de Westchester, cerca de Nueva York, a recibir tratamiento para su alcoholismo agudo. Permaneció como paciente de la institución hasta el siguiente mes de julio, y en 1935 publicó un relato de su experiencia, escrito como si fuese otra expedición a un lugar exterior. El libro Asylum (Asilo mental), se convirtió en otro best-seller. En el prólogo, tuvo cuidado de señalar que sus libros no eran «la ficción».
Se casó con Marjorie Muir Worthington en Francia en 1935, después de que habían regresado de un viaje a África, en la cual Seabrook investigaba para otro libro. Debido a su alcoholismo y prácticas sádicas se divorció en 1941. Ella más tarde escribió una biografía, The Strange World of Willie Seabrook (El extraño mundo de Willie Seabrook), que fue publicado en 1966.

## Muerte
Seabrook se suicidó el 20 de septiembre de 1945 en Rhinebeck, New York, por sobredosis de drogas.

### Libros
- Diary of Section VIII (1917)
- Adventures in Arabia (1927)
- The Magic Island (1929)
- Jungle Ways (1930)
- Air Adventure (1933)
- The White Monk of Timbuctoo (1934)
- Asylum (1935)
- These Foreigners: Americans All (1938)
- Witchcraft: Its Power in the World Today (1940)
- Doctor Wood: Modern Wizard of the Laboratory (1941)
- No Hiding Place: An Autobiography (1942)

### Historias cortas
- Wow (1921)